# Ємткрафт Арена
«Ємткрафт Арена» (швед. Jämtkraft Arena) — футбольний стадіон у місті Естерсунд, Швеція, домашня арена ФК «Естерсунд». 
Стадіон відкритий 2007 року неподалік від лижного спортивного комплексу. Одним зі спонсорів будівництва арени була енергетична компанія «Jämtkraft AB», ім'ям якої і названо стадіон. У 2013, 2016 та 2017 роках арена реконструйовувалася та розширювалася, в результаті чого потужність становить 8 466 глядачів. У 2016 році модернізовано систему освітлення, а у 2017 році стадіон приведено до вимог УЄФА. 
Арена має поле зі штучним покриттям, обладнане системою обігріву. На стадіоні розташовані два ресторани, VIP-зал для проведення корпоративних заходів на більше, ніж 100 місць, офіси, роздягальні, прес-центр.
Стадіон має чітко виражений футбольний профіль, однак на ньому проводяться різного роду спортивні та культурні заходи. Арена використовується як фан-зона під час змагань, які проходять на сусідньому лижному спортивному комплексі та як місце проведення спортивних телемарафонів.